# Trigo Red Fife

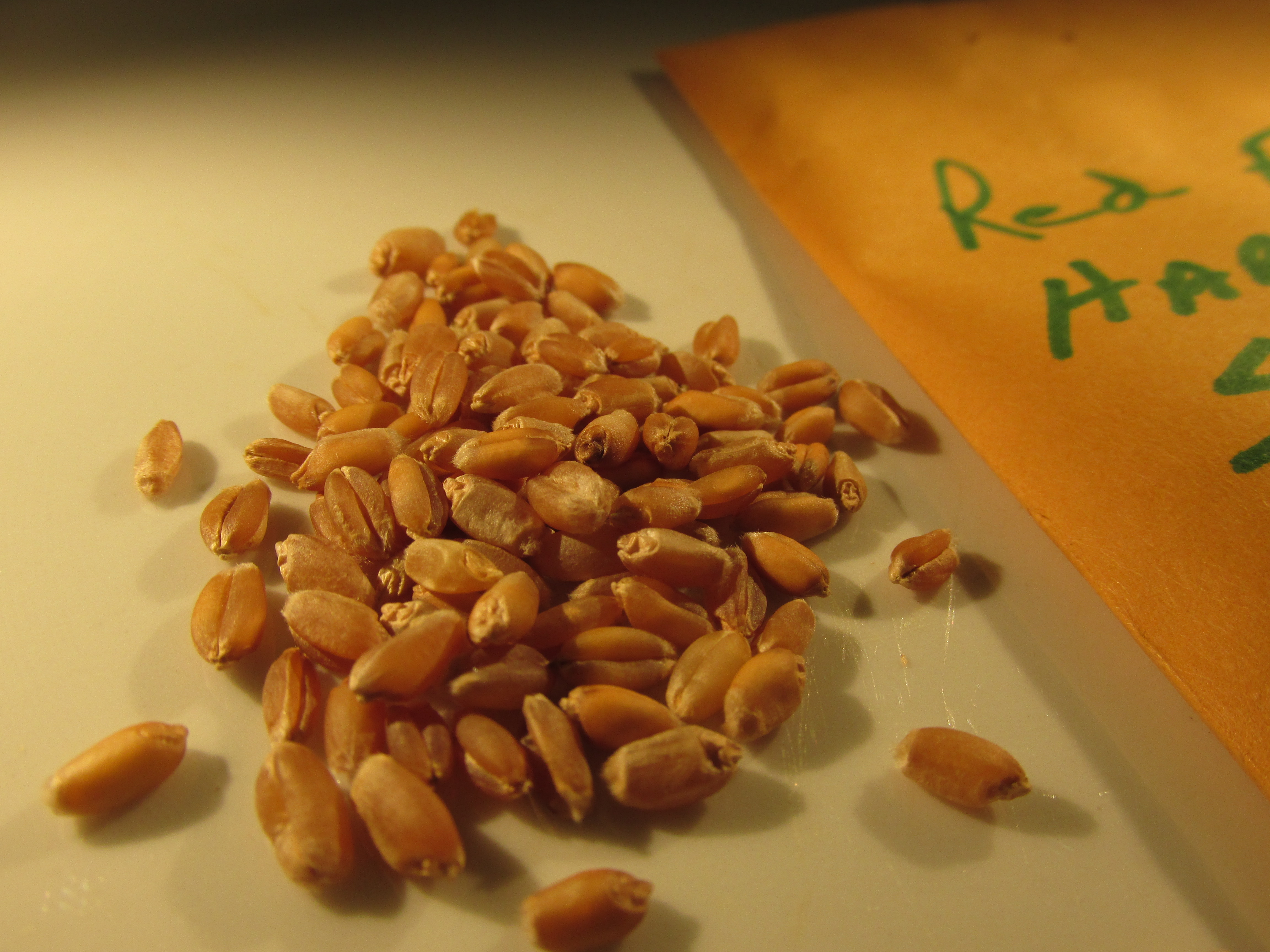
Semillas de trigo rojo de primavera Red Fife.

El trigo Red Fife (Triticum aestivum) es una variedad local canadiense de trigo rojo, descendiente del trigo de Galitzia (Europa del Este), siendo su antiguo nombre local gallego «Halychanka». Es un trigo harinero duro con pajas de 0,9 a 1,5 metros de altura.
Desde mediados del siglo XIX hasta principios del XX, Red Fife fue la variedad dominante de trigo cultivada en Canadá y el norte de Estados Unidos, apreciada por su dureza, resistencia a la oxidación, rendimiento y cualidades para moler y su panificación.
El Red Fife fue cultivado por primera vez en 1842 por David Fife, un agricultor del municipio de Otonabee en el condado de Peterborough (Alto Canadá) a quien un amigo de Escocia le había enviado semillas de Halychanka. El «Red Fife» se llama así por su tono «rojo» cuando está completamente maduro y «Fife» en honor a David Fife; sin embargo, los agricultores estadounidenses también lo llaman Fife canadiense, Fife escocés o Fife, a secas.
No se sabe mucho sobre el desarrollo del trigo Red Fife entre 1842 y 1860; pero, después de esa fecha, el Red Fife ocupó un lugar destacado en las publicaciones agrícolas cuando los agricultores recomendaron esta nueva variedad de trigo a sus pares.
En Canadá, en 1876, el trigo Red Fife estaba desplazando a otras variedades (incluido el siberiano y el ruso blanco), limitando a los agricultores a un éxito limitado. En Estados Unidos, el Red Fife se cultivaba en los estados del norte. El Red Fife se cultivó ampliamente hasta que fue reemplazado por trigo Marquis a principios del siglo XX; el Marquis es un híbrido producido a raíz del Red Fife.
En 1988, el Heritage Wheat Project (HWP) reactivó el cultivo de Red Fife. En 2007 se cosecharon más de 450 toneladas métricas de Red Fife en Canadá.